# Тектонічність
Тектоні́чність — відповідність побудови мас (споруди) закономірностям (місцевих тектонічних умов) будівельних матеріалів і конструкцій (протилежність — атектонічність).